# Lari, Toscana
Lari är en ort och frazione i kommunen Casciana Terme Lari i provinsen Pisa i regionen Toscana i Italien cirka 25 kilometer sydost om Pisa.
Lari upphörde som kommun den 1 januari 2014 och bildade med den tidigare kommunen Casciana Terme den nya kommunen Casciana Terme Lari. Den tidigare kommunen hade 8 774 invånare (2013).

## Häxprocesser
På medeltiden förekom det häxprocesser i Lari.